# Saint-Sylvestre-sur-Lot
Saint-Sylvestre-sur-Lot é uma comuna francesa na região administrativa da Nova Aquitânia, no departamento Lot-et-Garonne. Estende-se por uma área de 21,25 km². Em 2010 a comuna tinha 2 362 habitantes (densidade: 111,2 hab./km²).